# Скандинавские горы
Скандина́вские го́ры (норв. Kjølen, швед. Skanderna, фин. Skandit) — система гор на Скандинавском полуострове. Протяжённость около 1700 км, ширина до 320 км. Западные склоны подходят непосредственно к Северному морю, образуя обрывистые берега, знаменитые норвежские фьорды. Восточные склоны плавно снижаются и переходят в равнинные пространства на территории Швеции. Северо-восточная часть Скандинавских гор, тянущаяся от Тронхеймс-фьорда до плоскогорья Финнмарксвидда, имеет наименование Хьёлен, или Кьёлен (норв. Kjölen — дословно «киль»).
Высота гор сравнительно небольшая. Самая высокая точка — гора Галлхёпигген (норв. Galdhøpiggen), 2469 м, расположена в южной части Норвегии. Самая высокая точка на территории Швеции — гора Кебнекайсе (швед. Kebnekaise), 2106 м.
Влажный морской климат и расчленённость поверхности определяют наличие большого количества рек, большинство из которых короткие, с сильным течением, не покрывающиеся льдом даже в зимнее время. Также имеется большое количество озёр.
Рельеф сглажен деятельностью древних ледников. Современные ледники Скандинавских гор являются крупнейшими в материковой Европе.
Экологический регион скандинавских горных березовых лесов и лугов тесно связан с горным хребтом

## География
Самые высокие вершины горной цепи в основном сосредоточены в районе (средняя высота более 1000 м) между Ставангером и Тронхеймом в Южной Норвегии, с многочисленными вершинами высотой более 1300 м и некоторыми пиками высотой более 2000 м. Вокруг Тронхеймс-фьорда высота пиков снижается примерно до 400—500 м, снова поднимаясь до высоты более 1900 м дальше на север в шведской Лапландии и близлежащих районах Норвегии. В южной части горного хребта находится самая высокая гора в Северной Европе, Галлхёпигген, высотой 2469 м. Эта часть горной цепи также шире и содержит серию плато и пологих холмистых поверхностей, на которых расположены разбросанные инзельберги. Плато и холмистые поверхности южной части Скандинавских гор образуют серию ступенчатых уступов..
В восточной Норвегии некоторые ступенчатые поверхности сливаются в единую поверхность. Горный хребет Доврефьелль и нагорье Ютунхеймен являются продолжением самой высокой ступенчатой поверхности. На юго-западе Норвегии плато и пологие холмы сильно расчленены фьордами и долинами. В Швеции Скандинавские горы занимают участок от провинции Даларна к северу. К югу от этой точки Скандинавские горы полностью лежат в пределах Норвегии. Большинству Скандинавских гор не хватает «альпийской топографии», а там, где она есть, она не связана с высотой. Примером этого является распределение каров на юге Норвегии, которые можно найти как на уровне моря, так и на высоте 2000 м. Большинство каров находится на высоте от 1000 до 1500 м.

## Геология

### Коренные породы
Большинство скал в Скандинавских горах образовалось в результате каледонского горообразования. Каледонские породы перекрывают скалы гораздо более древних Свекокофенской и Свеконорвежской складчатостей. Большая часть каледонских пород подверглась эрозии с тех пор, как они были образованы, а это означает, что когда-то они были более толстыми и непрерывными. Из-за эрозии также подразумевается, что каледонские породы когда-то простирались дальше на восток, чем сегодня. Эрозия также обнажила остатки докембрийских пород.
Хотя есть некоторые разногласия, геологи обычно выделяют четыре слоя пород: самый верхний, верхний, средний и нижний. Нижний слой сложен осадочными породами эдиакарского, кембрийского, ордовикского и силурийского периодов. Куски докембрийских щитовых пород в некоторых местах также включены в нижние слои.
В силурийский и девонский периоды каледонские породы накладывались на более старые скалы и сами на себя. Это произошло в связи с закрытием океана Япетус, когда столкнулись древние континенты Лаврентия и Балтика. В результате этого столкновения образовалась горная цепь размером с Гималаи, названная Каледонскими горами, примерно на той же территории, что и современные Скандинавские горы. Несмотря на то, что древние Каледонские горы и современные Скандинавские горы расположены примерно в одном районе, они не связаны между собой.

### Происхождение
Происхождение сегодняшнего горного рельефа Скандинавских гор обсуждается геологами. В геологическом отношении Скандинавские горы представляют собой возвышенную пассивную континентальную окраину, подобную горам и плато, расположенным на противоположной стороне Северной Атлантики в Восточной Гренландии или на Большом водораздельном хребте Австралии. Скандинавские горы достигли своей высоты благодаря тектоническим процессам, отличным от орогенеза, главным образом в кайнозое. Двухступенчатая модель поднятия была предложена для Скандинавских гор в Южной Норвегии. Первый этап в мезозое и второй этап, начиная с олигоцена. Поднятие Южной Норвегии подняло самое западное продолжение суб-кембрийского пенеплена, который является частью того, что в Норвегии называется палеической поверхностью. В Южной Норвегии Скандинавские горы имели свою основную фазу подъёма позже (неоген), чем в Северной Скандинавии, где основная фаза подъёма приходилась на палеоген. Например, Хардангервидда поднялась с уровня моря до нынешних высот в 1100—1200 м в раннем плиоцене.
Различные эпизоды поднятия Скандинавских гор были похожи по ориентации и наклонили поверхность суши на восток, позволяя рекам врезаться в ландшафт. Некоторые из наклонных поверхностей составляют ландшафт равнин Муддус на севере Швеции. Постепенный наклон внес свой вклад в создание параллельной речной системы на севере Швеции. Считается, что поднятие произошло за счет нормальных разломов, параллельных берегам, а не за счет куполов без разломов. Следовательно, распространённое обозначение южных скандинавских гор и северных скандинавских гор как двух куполов вводит в заблуждение. Существуют различные мнения о связи прибрежных равнин Норвегии, прибрежной полосы и поднятия гор.
В отличие от гор, образованных орогенезом, не существует широко принятой геофизической модели для объяснения подъёма возвышенных пассивных континентальных окраин, таких как Скандинавские горы. Однако на протяжении многих лет предлагались различные механизмы подъёма. В исследовании 2012 года утверждается, что Скандинавские горы и другие возвышенные пассивные континентальные окраины, скорее всего, имеют один и тот же механизм подъёма, и что этот механизм связан с напряжениями в дальней зоне в литосфере Земли. Согласно этой точке зрения, Скандинавские горы можно сравнить с гигантской антиклинальной литосферной складкой. Складчатость могла быть вызвана горизонтальным сжатием, воздействующим на переходную зону тонкой коры в толстую (как и все пассивные края).
Альтернативные направления исследований подчеркивают роль климата в возникновении эрозии, которая вызывает изостатическую компенсацию. Речная и ледниковая эрозии во время четвертичного периода, как полагают, способствовали подъёму гор силами изостатической реакции. Общая высота подъёма, производимого этим механизмом, может достигать 500 м. Другие геофизики считают диапиризм в астеносфере как причиной подъёма. Одна из гипотез утверждает, что раннее поднятие Скандинавских гор могло быть связано с изменениями плотности литосферы и астеносферы, вызванными исландским плюмом, когда Гренландия и Скандинавия разошлись примерно 53 миллиона лет назад.

## Экологические системы

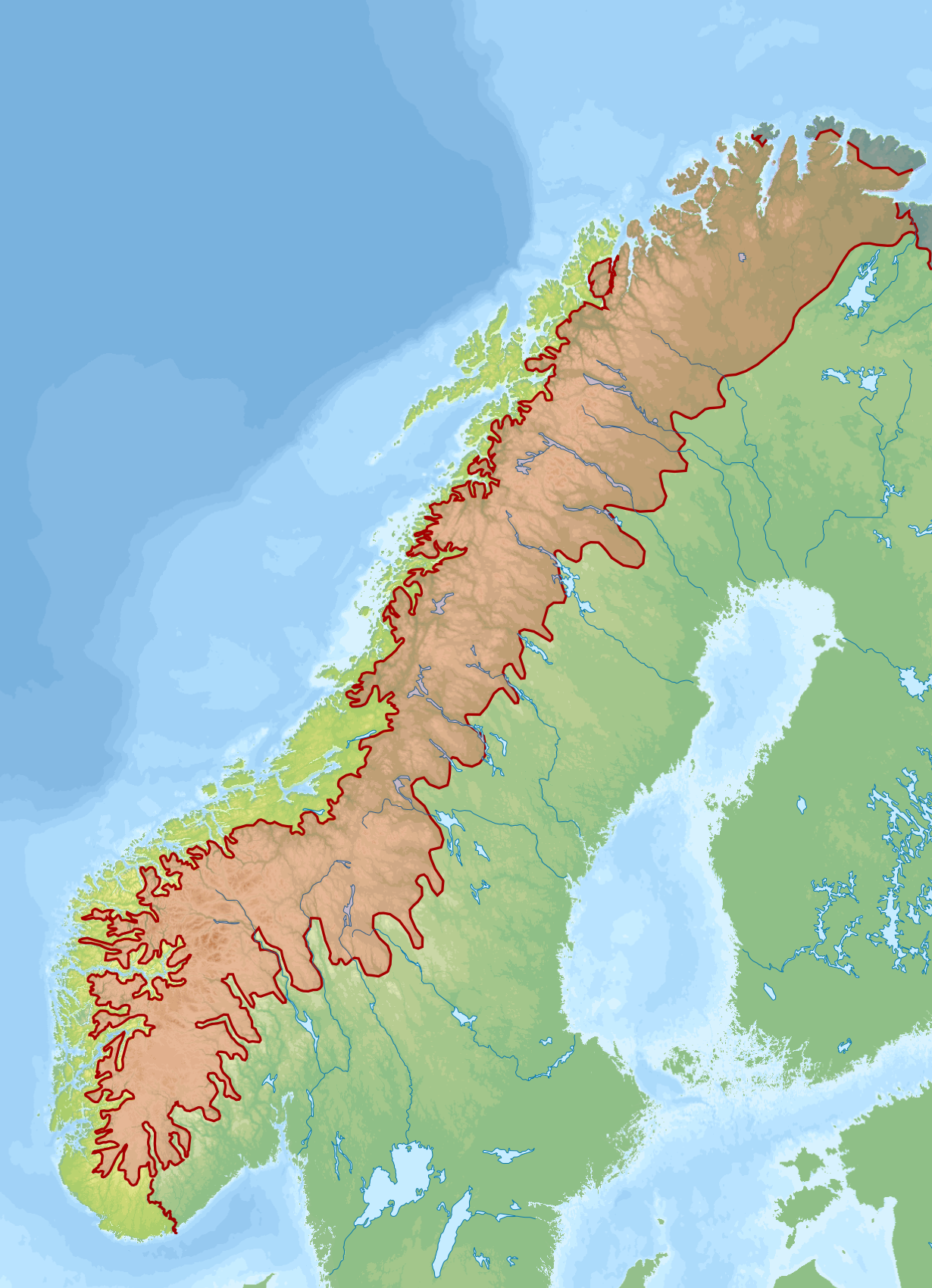
Карта биогеографических регионов Скандинавских гор
Атлантическая зона
Альпийская зона
Бореальная зона
Арктическая зона

Из-за больших различий в широте, высоте от уровня моря и более или менее заметном океаническом влиянии Скандинавские горы включают в себя довольно разнообразную природную среду, от широколиственных лесов на юго-западном побережье до арктической тундры. Согласно Всемирному фонду дикой природы и цифровой карте экологических регионов Европы Европейского агентства по окружающей среде (EEA), Скандинавские горы делятся на три экорегиона: хвойные леса скандинавского побережья вдоль западного побережья Норвегии (регион PA0520), скандинавская и русская тайга на восточном склоне, который пересекает горы на уровне центрального нагорья и достигает западного побережья на уровне фьорда Тронхейм (регион PA0608) и регион скандинавских горных березовых лесов и лугов (регион PA0110) 34. С другой стороны, разделение на биогеографические регионы EEA делит Скандинавские горы на атлантическую зону вдоль норвежского побережья, бореальную зону на востоке и альпийскую зону. Эти две классификации перекрываются на большей части ареала, за исключением наличия скандинавской тайги на норвежском побережье вокруг Тронхейм-фьорда и центрального нагорья.

### Бореальная зона
Бореальная зона начинается на востоке Скандинавского хребта, ниже границы хвойных пород. Это крупнейший биогеографический регион в Европе, большую часть которого составляет экорегион WWF скандинавской и русской тайги, который сам по себе является крупнейшим в Европе. В этом регионе преобладают хвойные леса, в основном состоящие из сосны обыкновенной и ели обыкновенной.
На склонах хребта эта тайга заметно меняется, образуя переходную зону со скандинавской тундрой. Фактически, этот регион заимствует свои характеристики из двух сред. Как и в остальной части скандинавской тайги, лес состоит в подавляющем большинстве (80 %) из обыкновенной сосны и обыкновенной ели. Помимо этих двух видов в лесах также растёт берёза пушистая, рябина обыкновенная, ольха серая и осина. Подлесок, как правило, бедный, с небольшим количеством сосудистых растений, почва обычно покрыта мхами (обычно гипновыми) и лишайниками (обычно кладониями, также называемыми оленьими лишайниками). С другой стороны, некоторые растения в этой зоне более характерны для альпийской тундры, например, толокнянка альпийская или астрагал альпийский.
Если бореальный лес в целом сильно используются лесной промышленностью, то тайга в горах как правило, лучше сохранилась, имея примерно 30 % девственных лесов. Отчасти это объясняется тем, что уже в начале XX века рубка верхней части лесов была запрещена, так как эти леса имеют огромные трудности с регенерацией. На самом деле, эти леса частично являются остатками лесов из более тёплой эпохи и если они смогли сохраниться, то они не обязательно смогут регенерироваться. Эти районы, скорее всего будут замещены тундрой.
Ситуация значительно изменилась с глобальным потеплением. Эти переходные зоны особенно чувствительны к изменению климатических условий, и именно в этих зонах впервые были замечены последствия потепления для растительности наблюдаемые с 1958 года.
Помимо лесов, одной из основных характеристик бореального региона является наличие обширных территорий водно-болотных угодий. Большинство этих водно-болотных угодий расположено за пределами гор, иногда переходя в предгорья, например Сяунья, который является крупнейшим нетронутым торфяником в Западной Европе. Большое количество торфяников встречается даже в горах, в долинах или на плато. Однако заморозки и оползни пагубно сказываются на производстве торфа, и торфяники постепенно превращаются в влажные луга на больших высотах. Эти водно-болотные угодья имеют богатую орнитологическую фауну, в частности, несколько видов куликов, наиболее характерными среди которых являются средний кроншнеп, гаршнеп и круглоносый плавунчик.

### Альпийская зона

#### Флора

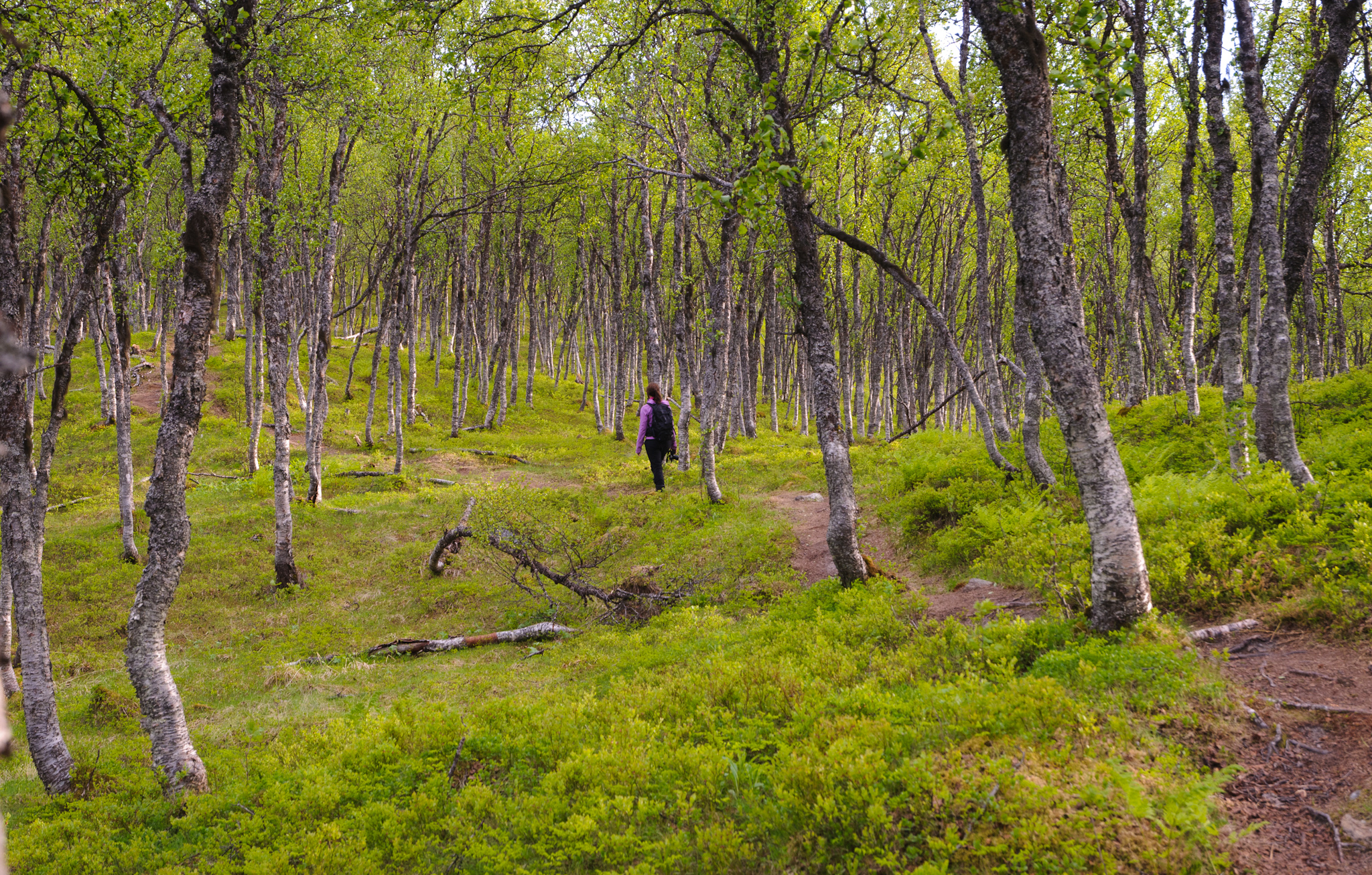
Берёзовый лес возле Тромсё

Этот биогеографический регион занимает площадь около 200 000 км², из которых примерно половина (субальпийский пояс) покрыта берёзовыми лесами, а другая половина (альпийский пояс) покрыта лугами или содержит только голые скалы без растительности.
Берёзы, растущие в субальпийский поясе этого региона являются подвидом берёзы пушистой, называемой скрученной берёзой (Betula pubescens ssp toruosa). Обычно они высотой меньше 10 м и их возраст редко превышает 100 лет. Эти берёзы имеют тенденцию легко гнить на стволе. Они сильно зависят от океанического климата, что объясняет их отсутствие в более континентальных горных цепях. Хотя берёза является доминирующей древесной породой, присутствуют также некоторые другие лиственные деревья, такие как рябина, обыкновенная черёмуха, осина и козья ива.
Внешний вид этих лесов значительно варьируются в зависимости от климата и типа почвы. В менее влажных районах и с бедной почвой подлесок довольно редкий, в основном из лишайников, особенно из рода кладония, чёрной водяники и брусники. Наиболее типичный подлесок берёзового леса включает мхи и несколько видов сосудистых растений, наиболее характерными из которых являются черника, шведский дёрен, марьянник и обыкновенный золотарник. Наконец, на западной стороне ареала, в областях с высокой влажностью и хорошим солнечным светом леса представляют собой одну из самых богатых растительностью сред в Скандинавии. Растения подлеска в этой части региона могут достигать человеческого роста, напоминая подлесок тропических лесов. В частности, в некоторых районах растут большие папоротники, встречаются также северный борец, лекарственный дягиль, разнолистный бодяк и другие растения.
Выше суб-альпийского пояса находится альпийский пояс, который сам подразделяется на три яруса: нижний, средний и верхний. Нижний альпийский ярус состоит в основном из цветущих лугов и кустарников. На распределение растительности на этом уровне особенно влияет количество снега, которое в свою очередь зависит от топографии. У подножия гор снежный покров особенно толстый в период снегопадов, поэтому земля часто голая или с короткой растительностью, покрыта мхами и лишайниками. Напротив, на вершине этого яруса ветер сдувает снег, который поэтому не может накапливаться, но это также трудная среда обитания для растений , хотя есть некоторые растения, такие как лапландская диапенсия и лежачая кальмия, приспособившиеся к таким условиям. На среднем уровне нижнего альпийского яруса, где высота снежного покрова меньше, чем на нижнем уровне, но защита от ветра лучше чем на верхнем уровне, растительность самая разнообразная. Характерными видами являются черника, голубая голубая филлодоце (Phyllodoce caerulea), альпийский ястребиник, лапландский мытник, а на более богатых известняками почвах также присутствуют восьмилепестная дриада, горькая полынь, одноцветковый колокольчик, бесстебельная смолёвка и другие растения.
Выше по высоте находится средний альпийский ярус (определяемый верхним пределом распространения черники) с его травянистыми пустошами. Наконец, верхний альпийский ярус практически лишён растительности, за исключением некоторых видов, таких как ледниковая беквичия. Хотя растительность на этом уровне очень скудна, на высотах выше 2000 м в массиве Ютунхеймен все ещё встречается около сорока видов растений.

#### Фауна

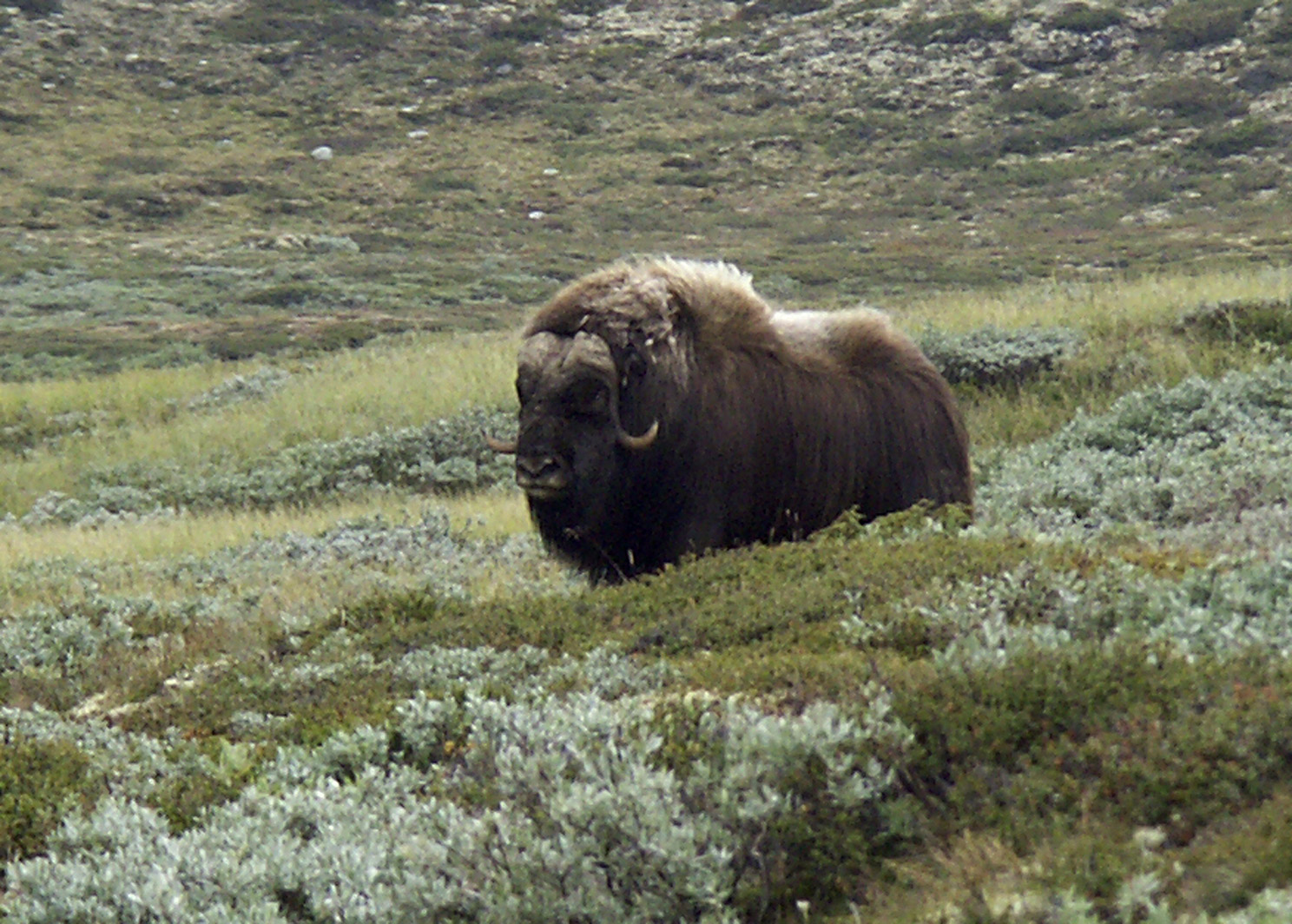
Овцебык в национальном парке Доврефьелль-Сунндалсфьелла

Выживанию животных в экстремальных горных условиях способствует теплоизоляция, которую обеспечивает им их мех. Также одни животные зимой покидают горы, а другие роют норы для укрытия от холода. Одним из символических животных Скандинавских гор является северный олень, который может жить на экстремальных широтах и высотах даже в Гренландии и на Шпицбергене. Однако дикие олени исчезли на большей части Скандинавии и теперь встречаются только на юге Норвегии в национальном парке Хардангервидда. К крупным травоядным относятся также овцебыки, которые исчезли несколько тысяч лет назад, но были успешно повторно интродуцированы в начале XX века в национальном парке Доврефьелль-Сунндалсфьелла. Овцебыки также обитают в Швеции, в окрестностях Ругена.
Крупные хищники, такие как обыкновенная рысь, росомаха, евразийский волк и бурый медведь не горные животные. Они обычно населяют леса, но тем не менее, также иногда встречаются в горах. Горы даже составляют основную территорию обитания росомахи, на которую в прошлом широко охотились в лесах. Более типичным горным хищником является песец, в основном его вариант с белым окрасом, хотя существует так называемый «синий» вариант, особенно на севере Скандинавских гор. Этот вид особенно пользовался спросом и находился под угрозой, поскольку на него активно охотились. В 1928 году в Швеции и в 1930 году в Норвегии было принято решение о его защите, и теперь он страдает от конкуренции со стороны обыкновенной лисицы, даже если последняя менее охотно посещает альпийскую зону. Среди мелких хищников наиболее распространены ласка, горностай, а также инвазивный вид американской норки . Популяция европейской выдры сильно уменьшилась как в горах, так и в остальной части Скандинавии, из-за охоты, а также из-за загрязнения и регулирования рек.
Горы также являются местом обитания для нескольких видов мелких грызунов, наиболее известным из которых является норвежский тундровый лемминг. Это единственный вид млекопитающих, эндемичных для Скандинавии. Его известность основана, в частности, на его периодических популяционных взрывах, которые особенно важны для всей экосистемы. Действительно, в некоторые годы количество этих грызунов резко увеличивается, и большое количество из них перемещается, чтобы распространиться на большие территории, прежде чем внезапно погибнуть. Благоприятные климатические условия с хорошим доступом к пище, кажется, объясняют внезапный рост популяции. Их массовая гибель менее изучена, что, возможно, связано с сокращением растительности, вызванным её чрезмерным потреблением, или с распространением эпидемий в популяции. Некоторые другие виды, такие как красно-серая полёвка или тёмная полёвка также демонстрируют популяционные циклы, но меньшей величины . Этот прирост популяции, происходящий в среднем каждые три или четыре года, но не обязательно в одно и то же время по всей цепочке, является благом для многих хищников, которые затем также увеличивают свои популяции. В эти хорошие в отношении пищи годы песцы могут выкормить выводки численностью до 20 детёнышей. Точно так же белая сова выбирает места своего гнездования именно на основе этих пиков популяции, а длиннохвостый поморник в пики популяции грызунов остаётся в горах. В неблагоприятные годы он возвращается в океан.
Как правило птицы предпочитают не проводить холодное время года в горах. Редкие виды, которые остаются здесь зимой это тундряная куропатка, белая куропатка, кречет, беркут и обыкновенный ворон. Белые куропатки могут зарываться в снег если температура слишком низкая. Однако большинство птиц отправляются в Скандинавские горы, для гнездования только в течение тёплого времени года. Ранней весной прилетает первый вид — пуночка. За ней следуют и другие воробьиные, такие как жёлтая трясогузка, рогатый жаворонок, луговой конёк, оляпка, варакушка, чечётка и лапландский подорожник.
Среди крупных хищных птиц, помимо кречета и беркута, горы являются местом размножения мохноногого канюка, обыкновенной пустельги, полевого луня и дербника . Многие виды водоплавающих и водяных птиц мигрируют, чтобы провести лето в озёрах и ручьях Скандинавских гор. Наиболее распространены краснозобая гагара, чернозобая гагара, серый журавль, хрустан, золотистая ржанка, бекас, дупель, большой улит, турухтан и другие виды. Основными видами рыб в горных водоёмах являются форель и арктический голец. Заболоченные участки гор также заселены личинками нескольких видов комаров, которые после выхода из воды летом и превращения в имаго образуют большие облака, которые представляют собой серьёзную неприятность не только для людей, но и для животных.

### Атлантическая зона

#### Флора
Атлантическая зона находится вдоль всего западного склона Скандинавских гор. Она включает экорегион хвойных лесов скандинавского побережья, а также часть экорегиона скандинавской и русской тайги вокруг Тронхеймского фьорда. Эта зона прежде всего отличается очень влажным и относительно мягким климатом, учитывая её географическую широту, но природа здесь очень разнообразна. Вопреки названию экорегионов, норвежские прибрежные леса — это не только хвойные леса. На всей южной части ареала, к северу от Салтфьеллета вплоть до фьорда Тронхейм, леса представлены прежде всего лиственными породами. В этих лесах преобладают осина, болотная ива или рябина, виды, которые также в меньшинстве встречаются в берёзовых лесах альпийской зоны. В самых богатых разнообразием видов районах южной Норвегии встречается также черешчатый дуб, серая ольха, обыкновенный ясень, остролистный клён и обыкновенная лещина. Некоторые из этих лесов классифицируются как влажные леса.
Хвойные леса встречаются в основном на уровне фьорда Тронхейм, где скандинавская тайга выходит к атлантическому побережью. Эти леса в основном состоят из обыкновенной ели и обыкновенной сосны, с большим количеством эндемичных мхов и лишайников. Такие леса также встречаются на Земле только на тихоокеанском побережье Канады, на аналогичных широтах. Поэтому Норвегия несёт международную ответственность за защиту этих лесов.
Почти все эти леса были обильно вырублены, и осталось очень мало старовозрастных лесов. Более того, в настоящее время охраняется лишь небольшая их часть. Норвежское управление природопользования считает эти районы наиболее приоритетными для создания охраняемых природных территорий.

#### Фауна
Что касается фауны, то главной характеристикой этого региона является необычайно большое поголовье морских птиц на побережье. Некоторые районы являются домом для крупнейших колоний птиц в Европе, в частности острова Рунне, Лофотенские острова и Вестеролен. Такая высокая концентрация птиц обусловлена как наличием водных угодий, полных рыбы, так и наличием скалистого побережья с многочисленными скалами, образованными Скандинавскими горами. Так, на всем побережье Норвежского моря насчитывается 7500 пар глупышей, 2750 северных олуш, 20 000 больших бакланов, 13 000 хохлатых бакланов, 100 000 обыкновенных гаг, 75 000 сизых чаек, 100 000 серебристых чаек, 30 000 морских чаек, 80 000 обыкновенных моёвок, 20 000 полярных крачек, 5000 тонкоклювых кайр, 10 000 гагарок, 15 000 обыкновенных чистиков и, наконец, не менее 800 000 пар тупиков. Таким образом, норвежская популяция составляет более четверти мировой популяции больших бакланов, бурых чаек, серебристых чаек, морских чаек и атлантических тупиков.

## Население
Самые густонаселённые районы Скандинавских гор расположены на норвежском побережье, где находятся города Берген (227 752 жителей), Ставангер/Саннес (189 828 жителей), Тронхейм (160 072 жителя), Тромсё (55 057 жителей) и Олесунн (46 471 житель), соответственно 2-я, 3-я, 4-я, 9-я и 11-я по величине агломерации в Норвегии в 2009 году. На шведской стороне единственными крупными городами, расположенными недалеко от гор, являются Эстерсунд и Кируна с 44 327 и 18 148 жителями соответственно в 2010 году.
Подавляющее большинство жителей Скандинавских гор — шведы и норвежцы. В северной части гор также проживают саамы. По оценкам, их около 40 000 в Норвегии, 20 000 в Швеции и 6000 в Финляндии.